# Tainted Love
Tainted Love è un brano musicale composto da Ed Cobb, ex componente dei Four Preps, inciso originariamente da Gloria Jones nel 1965, portato al successo internazionale dai Soft Cell con una cover del 1981 e successivamente eseguito da molti altri interpreti.

## Storia
Registrato nel 1964 dalla cantante statunitense Gloria Jones e distribuito nel 1965, vide una seconda versione, sempre a opera della stessa cantante, ripubblicata nel 1976 sotto la produzione di Marc Bolan.
Nel 1981 il duo britannico Soft Cell ne ripropose una cover in stile synth pop rendendo il brano più noto. Tale versione fu la base per numerose altre riedizioni del brano a opera di altri cantanti e gruppi, tra i quali spiccano i tedeschi Max Raabe (2001) e Scorpions (2011), gli statunitensi Marilyn Manson (2001) e gli italiani Prozac+ (2002) e Boppin' Kids (1986).

## Versioni
- Gloria Jones (1964, soul)
- Gloria Jones e Marc Bolan (1976, glam rock)
- Soft Cell Tainted Love (1981, synthpop)
- Coil (1985, industrial)
- Boppin' Kids (1986, '80 rockabilly)
- Tainted Cash (1990, rave)
- Jon K (1990, freestyle)
- Señor X (1990s)
- Spamabilly Borghetti (1993, psychobilly)
- Inspiral Carpets (1993)
- Bluekilla (1996, Ska punk)
- Atrocity (1998, gothic metal)
- Strych9 (1998) Psychobilly.
- The Living End (1999)
- Club 69 (1999, techno remixes)
- My Ruin (1999, thrash metal)
- Mark 'Ruff' Ryder - Joy (2000)
- Wild Strawberries (2000)
- Texas (2001)
- Marilyn Manson Tainted Love (2001, industrial metal, colonna sonora del film Non è un'altra stupida commedia americana)
- La Unión (2001) Rock in spagnolo
- Prozac+ (2002, nell'album Miodio)
- The Hormonauts (2003, Rockabilly)
- The Pussycat Dolls (2005)
- Rihanna - SOS (2006)
- Killwhitneydead (2007) Death metal titolo Funny Enough It Sounds Just Like Tainted Love
- Horrible Porno Stuntman (2009, Rockabilly)
- Noemi brano eseguito durante la seconda parte del Sulla mia pelle tour nel 2010
- Imelda May (2010, Pop rock)
- Scorpions (2011, Hard rock, nell'album Comeblack)
- Bad Religion (punk rock)
- Billy Idol
- Karen Souza
- Pennywise (punk rock)
- Dishwalla
- Hootie e i Blowfish
- Skinny Puppy (industrial)
- Shades Apart (punk rock)
- 29Died
- Depeche Mode
- Max Raabe
- Mariam Wallentin & Ben Frost - Music from Fortitude O.S.T. by Ben Frost (2017)
- Mary & the Quants (2020)
- Sepultura (2020)
- Milky Chance (2021, Indie pop, nell'album Trip Tape)
- Social Distortion (punk rock)
- Rose Villain (Io, me ed altri guai, 2023)

## Utilizzi della canzone
- La versione originale di Gloria Jones è suonata nell'autoradio del gioco Grand Theft Auto: San Andreas.
- La base della versione dei Soft Cell è stata campionata dalla cantante Rihanna per il suo singolo SOS del 2006.
- La canzone è stata utilizzata anche nei film Teste di cono, La La Land e in un episodio della serie televisiva Romanzo criminale.
- Nel secondo episodio della prima stagione (nuova serie) di Doctor Who, intitolato The End of the world, la canzone viene introdotta da Cassandra (l'ultima esponente della razza umana) come esempio di musica classica del pianeta Terra morente.
- Un ciclo di episodi della soap opera americana Port Charles è intitolato Tainted Love.[2]
- Spike Jonze ha eseguito la canzone in un popolare spot pubblicitario del 1997 per i jeans della Levi's, abbinando il battito sincronizzato ad una macchina per l'elettrocardiogramma.[3]